# فولفغانغ فالتر
فولفغانغ فالتر (بالألمانية: Wolfgang Walter)‏ هو رياضياتي ألماني، ولد في 2 مايو 1927 في شفايبيش غموند في ألمانيا، وتوفي في 26 يونيو 2010 في كارلسروه في ألمانيا.